# 중화민국 국가안전회의
중화민국 국가안전회의(중국어: 中華民國國家安全會議)는 중화민국의 국가 안전에 관한 사무를 담당하는 국가 기관으로써 중화민국의 총통에 직속되어 있다. 1993년 12월 30일에 제정 및 공포가 되고 2003년 6월 5일에 수정이 되고 2003년 6월 25일에 공포가 된 《국가안전회의 조직법》에 의거하여 설립되었다. 국가안전회의의 소속기관으로 국가안전국이 존재한다. 수장은 국가안전회의 비서장이다.

## 역사
1993년 12월 30일 중화민국 입법원에서 국가안전회의 조직법이 통과되어 리덩후이 총통이 같은 날 이 법을 공포해 국가안전회의의 법제화를 완성시켰다. 1994년 7월 28일 중화민국 헌법 증수조문에서 국가안전회의의 조문 중 제9조를 제2조 제5항으로 개정하였다. 1997년에 수정된 중화민국 헌법 증수조문에서는 제2조 제5항을 제2조 제4항으로 개정하였다.
국가안전회의조직법에 의하면 국가안전회의는 총통이 국가 안전에 관련된 중요한 방침을 결정하는데 있어서 자문기관의 역할을 하고 국가안전이란 국방, 외교, 양안관계 등 국가의 중대한 사건과 관련이 있는 사항이다. 국가안전회의의 주석은 중화민국의 총통이 담당하고, 회의의 출석인원은 중화민국 부총통, 총통부비서장, 행정원장, 행정원부원장, 내정부부장, 외교부부장, 국방부부장, 재정부부장, 경제부부장, 대륙위원회 주임위원, 참모총장, 국가안전회의 비서장, 국가안전국 국장이다.

## 조직 구성
- 주석 : 1명 (총통이 겸임)
- 비서장 : 1명
- 부비서장 : 1명~3명
- 자문위원 : 5명~7명

## 같이 보기
- 중화민국의 총통